# دي. سوزوكي
دي. سوزوكي (باليابانية: 鈴木 大拙 ) (و. 1870 – 1966 م) هو كاتب، وفيلسوف، وأستاذ جامعي، وعالم نفس، من اليابان، ولد في كانازاوا، إيشيكاوا، توفي في كاماكورا، كاناغاوا، عن عمر يناهز 96 عاماً.

## التعليم
تعلم في جامعة طوكيو، وجامعة طوكيو ‏.

## جوائز وترشيحات
حصل على جوائز منها:
- صاحب الاستحقاق الثقافي [الإنجليزية]‏ (1951)
- وسام الثقافة (1949).

ترشح لـ:
- جائزة نوبل للسلام (1963).[5]

## روابط خارجية
- دي. سوزوكي على موقع الموسوعة البريطانية (الإنجليزية)
- دي. سوزوكي على موقع ديسكوغز (الإنجليزية)